# امیلیا آندرئاسیان
امیلیا سارگسی آندرئاسیان (ارمنی: Էմիլյա Սարգսի Անդրեասյան؛ انگلیسی: Emilia Andreasyan؛ زادهٔ ۲۸ دسامبر ۱۹۱۳ - درگذشته ۲۰ دسامبر ۱۹۹۶) فیزیولوژیست، خون‌شناس و استاد اهل ارمنستان یود.

## زندگی‌نامه
وی در ۲۸ دسامبر ۱۹۱۳ در شکی به دنیا آمد و از دانشگاه پزشکی دولتی ایروان(۱۹۳۷) فارغ‌التحصیل گشت.  وی در ۲۰ دسامبر ۱۹۹۶ در سن ۸۲ سالگی در ایروان درگذشت

## یادداشت
1. ↑  բժշկական գիտությունների դոկտոր